# Danielle Fox-Clarke
Danielle Fox-Clarke (Dublín, 22 de agosto de 1987) es una actriz irlandesa, conocida por su participación en la película Veronica Guerin (interpretando a una chica drogadicta), y por su papel como Tara Keegan en la serie de televisión Foreign Exchange.

## Biografía
Danielle nació el 22 de agosto de 1987 en Dublín, Irlanda.

## Carrera
En 2003, participó en la película Veronica Guerin, junto a Cate Blanchett, interpretando a una chica drogadicta, y realizó una aparición especial en un episodio de la serie The Clinic, interpretando a la madre de Dermie. Un año después, interpretó el papel de Tara Keegan, compañera de habitación de Hannah O'Flaherty, en la serie de televisión Foreign Exchange.

## Filmografía

### Cine
- 2003: Veronica Guerin – Chica drogadicta[2]
- 2019: My Sarah – Pintora (cortometraje)[5]

### Televisión
- 2003: The Clinic – Madre de Dermie[4]
- 2004: Foreign Exchange – Tara Keegan[3]